# Långmyrtjärnen (Los socken, Hälsingland)
Långmyrtjärnen är en sjö i Ljusdals kommun i Hälsingland och ingår i Ljusnans huvudavrinningsområde.